# Фармингтон (Миннесота)
Фа́рмингтон (англ. Farmington) — город в округе Дакота, штат Миннесота, США. На площади 32,5 км², согласно переписи 2002 года, проживали 12 365 человек. Плотность населения составляет 380,7 чел./км².
- Телефонный код города — 651
- Почтовый индекс — 55024
- FIPS-код города — 27-20618
- GNIS-идентификатор — 0643570